# Harmon Rabb
Harmon Rabb (grany przez Davida Jamesa Elliotta) – jeden z głównych bohaterów serialu telewizyjnego JAG. Komandor Marynarki Wojennej Stanów Zjednoczonych.
W pierwszym odcinku serialu poznajemy go jako pracownika Judge Advocate General's Corps (Wojskowego Biura Śledczego) w stopniu kapitana (USN: Lieutenant), a w kolejnych śledzimy przebieg jego kariery od tego punktu. W trakcie trwania serialu ujawniane są kolejne informacje dotyczące przeszłości osobistej i zawodowej Harma.

## Młodość
Harmon Rabb, Jr. urodził się 25 października 1963 w La Jolla w Kalifornii. Jego ojcem był kapitan Harmon Rabb, Sr., pilot marynarki wojennej, a matką Patricia Rabb (z domu Reed). Ojciec Harma został uznany za zaginionego w akcji, po tym jak jego samolot zestrzelono w Wietnamie w wigilię 1969 roku. Kiedy miał szesnaście lat pojechał do Laosu wraz z pułkownikiem Francisem Strykerem, by odnaleźć ojca (co jednak mu się nie udało).

## Służba wojskowa
Rabb ukończył United States Naval Academy w 1985 roku i przez pewien czas był pilotem myśliwca F-14. Po wypadku podczas nocnego lądowania na lotniskowcu, w którym zginął jego nawigator, okazało się, że Harm choruje na kurzą ślepotę (choć w późniejszych seriach okazało się, że była to błędna diagnoza). Po ukończeniu studiów prawniczych na Uniwersytecie Georgetown został przeniesiony do biura JAG. Po kilku latach przechodzi operację i wraca do służby jako pilot. Po sześciu miesiącach służby na lotniskowcu USS Patrick Henry wraca do JAG.

### Daty awansów
- Awansowany do stopnia komandora podporucznika (USN: Lieutenant Commander) w odcinku 1.11 Defensive Action
- Awansowany do stopnia komandora porucznika (USN: Commander) w odcinku 5.9 Contemptuous Words
- Awansowany do stopnia komandora (USN: Captain) w odcinku 10.21 Dream Team

### Partnerki
- Porucznik marynarki Caitlin Pike (Andrea Parker) - później awansowana do stopnia Commander, pojawia się jedynie w pierwszym odcinku i kilku innych w pierwszej serii.
- Porucznik marynarki Meg Austin (Tracey Needham) - odeszła z serialu po pierwszej serii.
- Major / podpułkownik Sarah 'Mac' MacKenzie, USMC (Catherine Bell) - partnerka i najlepsza przyjaciółka Harma.

## Odznaczenia Harma
Poczynając od najważniejszych:
- Srebrna Gwiazda (Silver Star)

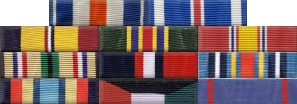
Baretki Harma

- Zaszczytny Krzyż Lotniczy (Distinguished Flying Cross)
- Combat Action Ribbon
- Meritorious Unit Commendation
- National Defense Service Medal
- Southwest Asia Service Medal
- Kosovo Campaign Medal
- Global War on Terrorism Expeditionary Medal
- Sea Service Deployment Ribbon
- Kuwait Liberation Medal
- Medal Rumunii (nadany przez Króla Rumunii po uratowaniu jego córki)

(Powyższa lista zawiera wszystkie odznaczenia do serii 10 włącznie)